# Stamgroddmossa
Stamgroddmossa (Leptodontium flexifolium) är en bladmossart som beskrevs av Hampe in Lindberg 1864. Stamgroddmossa ingår i släktet groddmossor, och familjen Pottiaceae. Arten har ej påträffats i Sverige. Inga underarter finns listade i Catalogue of Life.